# Pedrola (kommunhuvudort)
Pedrola är en kommunhuvudort i Spanien.   Den ligger i provinsen Provincia de Zaragoza och regionen Aragonien, i den nordöstra delen av landet, 260 km nordost om huvudstaden Madrid. Pedrola ligger 238 meter över havet och antalet invånare är 2 945.
Terrängen runt Pedrola är huvudsakligen platt, men åt nordost är den kuperad. Runt Pedrola är det tätbefolkat, med 356 invånare per kvadratkilometer. Närmaste större samhälle är Utebo, 20,0 km sydost om Pedrola. Trakten runt Pedrola består till största delen av jordbruksmark.